# Luis Martínez (judoka)
Luis Felipe Martínez Rosado (ur. 15 grudnia 1965 w San Juan) – portorykański judoka. Dwukrotny olimpijczyk. Zajął 33. miejsce w Seulu 1988 i 35. w Barcelonie 1992. Walczył w wadze ekstralekkiej
Uczestnik mistrzostw świata w 1991 i 1993. Triumfator igrzysk panamerykańskich w 1991. Zdobył trzy medale na igrzyskach Ameryki Środkowej i Karaibów. Mistrz panamerykański w 1988 i drugi w 1986 roku.
Chorąży reprezentacji na ceremonii otwarcia Igrzysk w 1992 roku.

## Letnie Igrzyska Olimpijskie 1988
| Konkurencja | Eliminacje             | Klas. końcowa |
| Konkurencja | Przeciwnik I           | Miejsce       |
| ----------- | ---------------------- | ------------- |
| 60 kg       | Neil Eckersley (GBR) P | 33.           |

## Letnie Igrzyska Olimpijskie 1992
| Konkurencja | Eliminacje              | Klas. końcowa |
| Konkurencja | Przeciwnik I            | Miejsce       |
| ----------- | ----------------------- | ------------- |
| 60 kg       | Marino Cattedra (ITA) P | 35.           |